# ジャックス・マネキン
ジャックス・マネキン (Jack's Mannequin) はカリフォルニア州オレンジ郡出身のロックバンド。
アンドリュー・マクマホンによるソロ・プロジェクトとして2004年に活動を開始した。2005年6月、マクマホンは急性リンパ性白血病 (ALL) と診断されたが、完全に回復した後の同年8月にリリースされたデビューアルバム 「Everything in Transit」は、ファンと評論家によって好意的に受けとめられた。当初はマーヴェリック・レコード、後にサイアー・レコードと契約している。
バンドは「Wrecking Ball Heart」を最後の曲としてリリースし、2012年に解散をした。

## 略歴
アンドリュー・マクマホンは、カリフォルニアのロック・バンド「サムシング・コーポレイト (Something Corporate)」のリード・ヴォーカリスト兼ピアニストとして、商業音楽の世界に足を踏み入れた。
マクマホンのソロ・プロジェクトである「ジャックス・マネキン」を開始する最初の契機となったのは、2003年12月に録音した曲「ロックト・ドアズ (Locked Doors)」であった。マクマホンは、この曲がそれ以前のサムシング・コーポレイトによる曲とはあまりに異なっていると感じ、仮にリリースするのであれば、サムシング・コーポレイトとしてではなく、（個人名義での）ソロ・アルバムになるだろうと思った 。しばらくの間、このアイディアはとっぴな思いつきに過ぎなかったが、2004年の晩夏、マクマホンとバンド仲間たちが何ヶ月にも渡るツアーに疲れ切ったときに状況は変化した。いったん活動を休止しようということになり、空いた時間を利用して、マクマホンはHidden in Plain Viewの Life in Dreaming に1曲、トミー・リーの Tommyland: The Ride に2曲を書いた。
サムシング・コーポレイトにおける別の作曲者と、リード・ギタリストのジョシュ・パーティントンがファイアスケープ (Firescape) と呼ぶサイド・プロジェクトを開始する一方で、マクマホンも自分のための曲を書き始めたが、彼は曲を売りに出すつもりはなかった。「癒し」的なアプローチで書かれたこれらの曲は、個人的・私的な、自身の作曲の証とでもいうべきものであった。あるインタビューの中で、（もしも、アルバムEverything in Transitを小説として書くならばどうなるか、という問に対する答として）「究極的には、うちへ帰ってみたら覚えていたのと全然違っていた、っていうお話なんだ。[中略] ふだん、とっても密接に関係していた人や物から離れることで、自分を動かしてるものがいったいなんなのかってことを、自分自身の頭で考えて理解する機会を得られる。 [中略] 自分探しであり、今の自分でいいんだってことでもある。今の自分について言い訳をする必要はなくて、今ある自分を受け入れればいいんだってこと」と述べている（原文は英語） 。録音するかどうかについてマクマホン自身は考え中であったが、書かれた曲はまとまると形を成し始めた。彼はポケット・マネーからアルバムの製作費を捻出したが、後にはレコード会社との契約へと繋がることになる。

## メンバー
- アンドリュー・マクマホン – ボーカル、ピアノ
- ボビー・"ロー"・アンダーソン.... – ギター、バッキング・ヴォーカル
- ジョナサン・サリヴァン - ベース
- ジェイ・マクミラン - ドラムス

## ディスコグラフィ

### アルバム
- Everything in Transit （2005年）- アメリカ最高37位
- The Glass Passenger （2008年）- アメリカ最高8位
- People and Things （2011年）- アメリカ最高9位

### ライブアルバム
- Jack's Mannequin Live from The El Rey Theatre （2013年）

### シングル
- The Mixed Tape （2005年）
- Dark Blue （2005年）
- The Lights and Buzz （2005年）
- La La Lie （2006年）
- The Resolution （2008年）
- Swim （2009年）
- Dear Jack （2009年）
- My Racing Thoughts （2011年）
- Release Me （2011年）

### アルバム未収録曲
- "Lonely for Her" - iTunes Store版の Everything in Transit に収録（2005年）
- "The Lights and Buzz" - iTunes storeでダウンロード販売（2005年）
- "Meet Me at My Window" - Sound of Superman に収録（2006年）
- "Last Straw, AZ" - Everything in Transit の再発盤を予約購入の際に無料でダウンロードできた（2006年）